# Dinosoma pectoralis
Dinosoma pectoralis är en plattmaskart. Dinosoma pectoralis ingår i släktet Dinosoma och familjen Hemiuridae. Inga underarter finns listade i Catalogue of Life.